# Xosé Manoel Núñez Seixas
Xosé Manoel Núñez Seixas (Orense, 1966) es un historiador español.  
Estudió en las Universidades de Santiago de Compostela y Dijon, y se doctoró en Historia Contemporánea en el Instituto Universitario Europeo de Florencia. Es catedrático de Historia Contemporánea en la Universidad de Santiago de Compostela y entre octubre de 2012 y octubre de 2018 en la Universidad Ludwig-Maximilian de Múnich.
Está especializado en «el estudio comparado de los nacionalismos europeos e ibéricos, así como en estudios migratorios y en la historia cultural de la violencia».
Además del gallego y el castellano, casado con una alemana, domina el idioma alemán,, además del inglés, el francés, el italiano, el catalán y el portugués. 
En 2018 publicó Suspiros de España. El nacionalismo español, 1808-2018 (Barcelona, Editorial Crítica; versión alemana: Die bewegte Nation. Der spanische Nationalgedanke, 1808-2019, Hamburgo 2019), obra por la que obtuvo el Premio Nacional de Ensayo de 2019. 
En 2020 obtuvo el Premio Ramón Piñeiro de Ensaio por su obra "Imperios e danzas. As Españas plurais do franquismo", que ha sido publicado en 2021 como "Imperios e danzas. As Españas plurais do franquismo" (Vigo: Galaxia), y en 2024 en versión inglesa actualizada y ampliada como "Beyond Folklore. The Franco Regime and Ethnoterritorial Diversity in Spain, 1930-1975" (Londres: Routledge). En 2021 fue galardonado igualmente con el V Premio Internacional de Ensayo Walter Benjamin, por su obra "Volver a Stalingrado. El frente del Este en la memoria europea (1945-2021)", que vio la luz en 2022 en la editorial Galaxia Gutenberg, y en 2025 verá la luz en versión inglesa (Bloomsbury).
Entre sus principales obras se encuentran Historiographical Approaches to Nationalism in Spain (Saarbrücken/Fort Lauderdale 1993); Entre Ginebra y Berlín. La cuestión de las minorías nacionales y la política internacional en Europa, 1914-1939 (Madrid 2001); Movimientos nacionalistas en Europa. Siglo XX (Madrid 1998, 2004); O inmigrante imaxinario: estereotipos, representacións e ientidades dos galegos na Arxentina (1880-1940) (Santiago de Compostela, 2002); Internacionalitzant el nacionalisme: El catalanisme polític la qüestió de les minories nacionals a Europa (1914-1936) (Valencia: Afers/Univ. de Valencia, 2010); Camarada invierno. Experiencia y memoria de la División Azul, 1941-1945 (Barcelona, 2016, 2017; versión alemana, Münster, 2016; versión inglesa, Toronto/Londres/Buffalo 2023); con J. Moreno Luzón, Los colores de la patria (Madrid, 2017), y (eds.), Metaphors of Spain (Nueva York/Oxford 2017); con L. Gálvez y J. Muñoz Soro, España en democracia 1975-2011 (Barcelona/Madrid, 2017); con Eric Storm (eds.), Regionalism and Modern Europe. Identity Construction and Movements from 1890 to the Present Day (Londres, 2019); Patriotas transnacionales. Estudios sobre nacionalismos y transferencias culturales en la Europa del siglo XX (Madrid 2019).
Forma parte de los consejos de redacción de las revistas Historia Social y Passato e Presente, y del consejo asesor de revistas como European History Quarterly, Spagna Contemporanea, "Análise Social" o Nazioni e Regioni. Desde 2018 es vicepresidente del Consello da Cultura Galega (Santiago de Compostela).